# Schützengasse (Weimar)

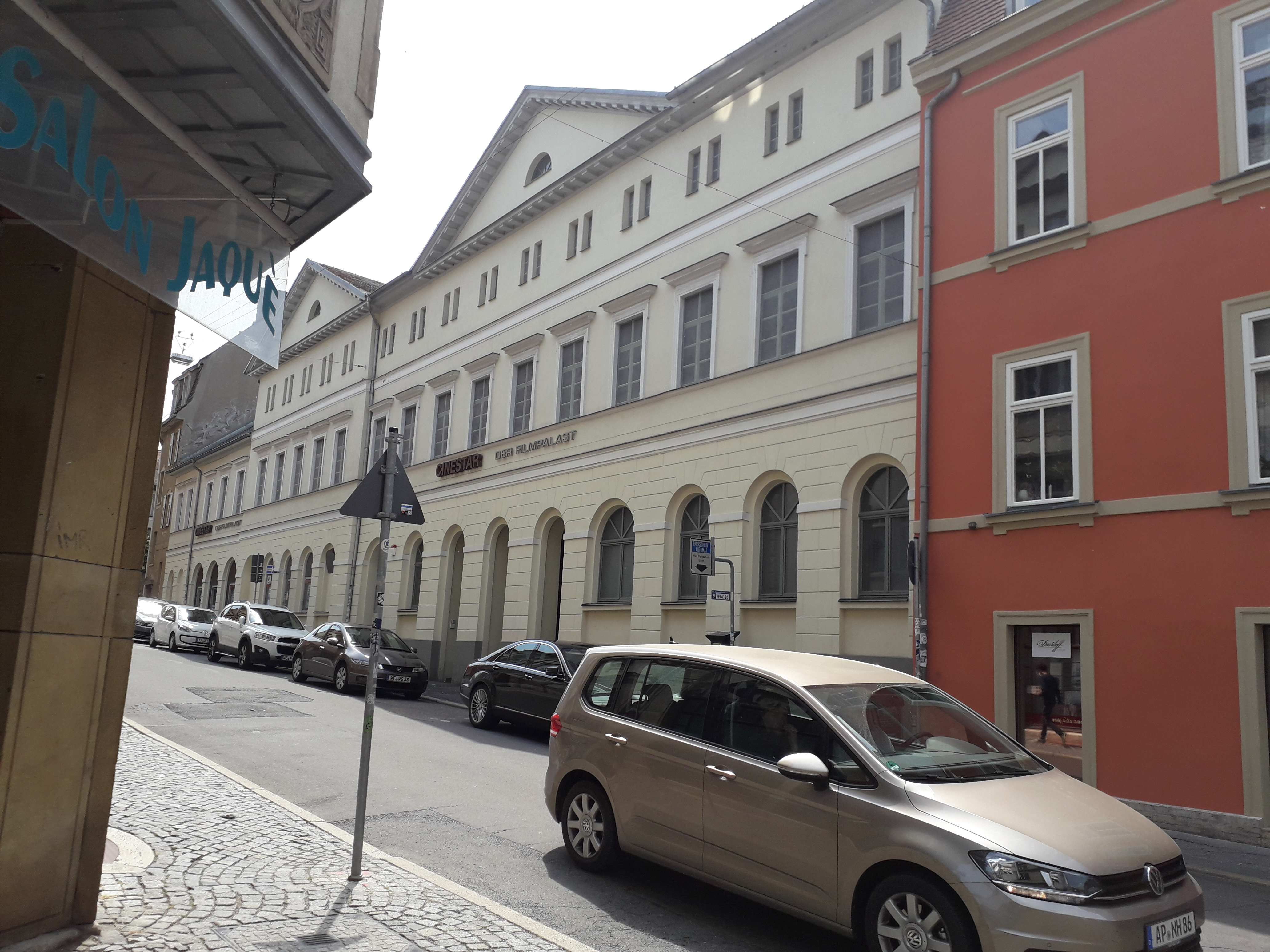
Ehemaliges Haus der Weimarer Armbrustschützengesellschaft

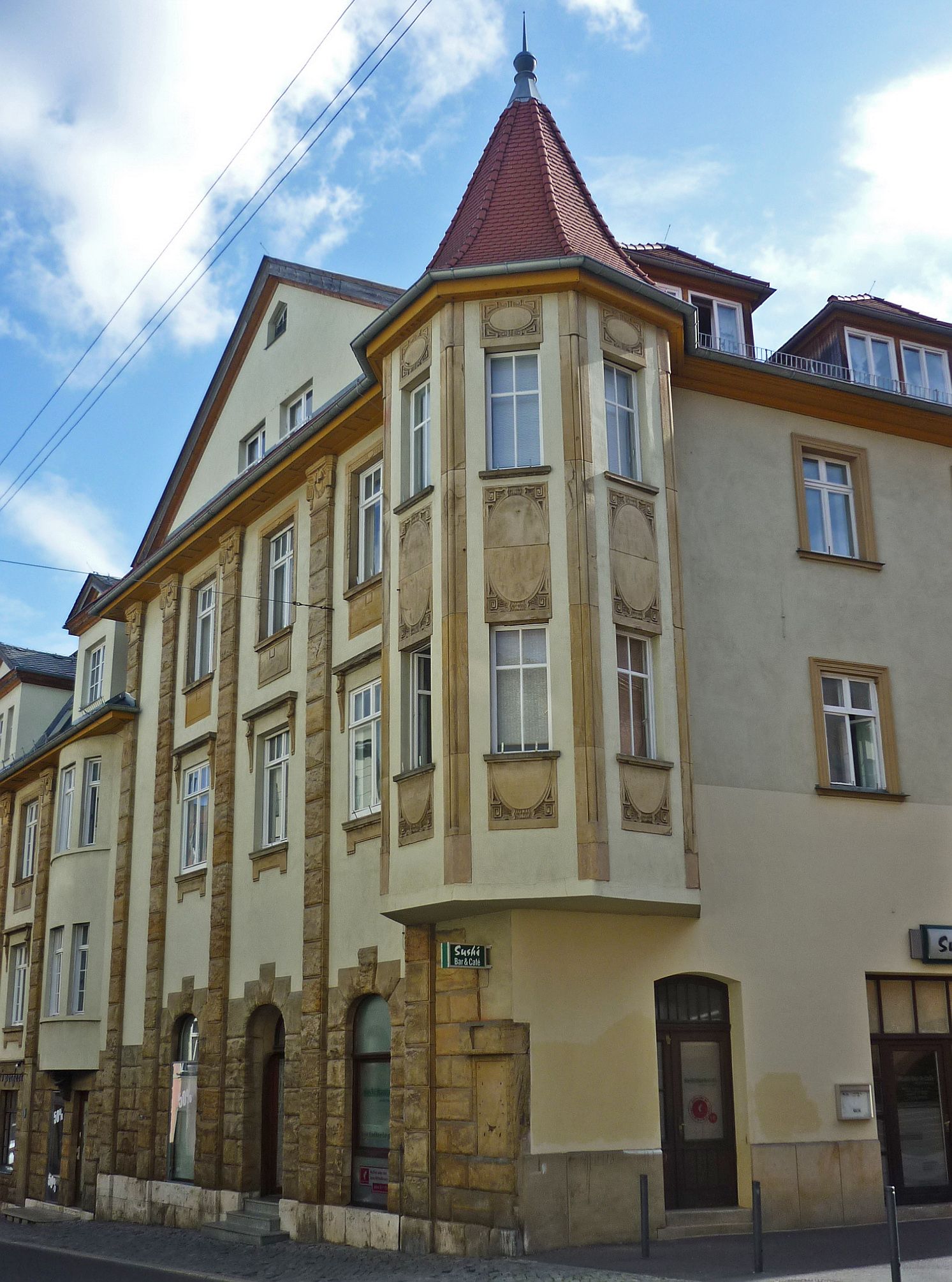
Schützengasse 9

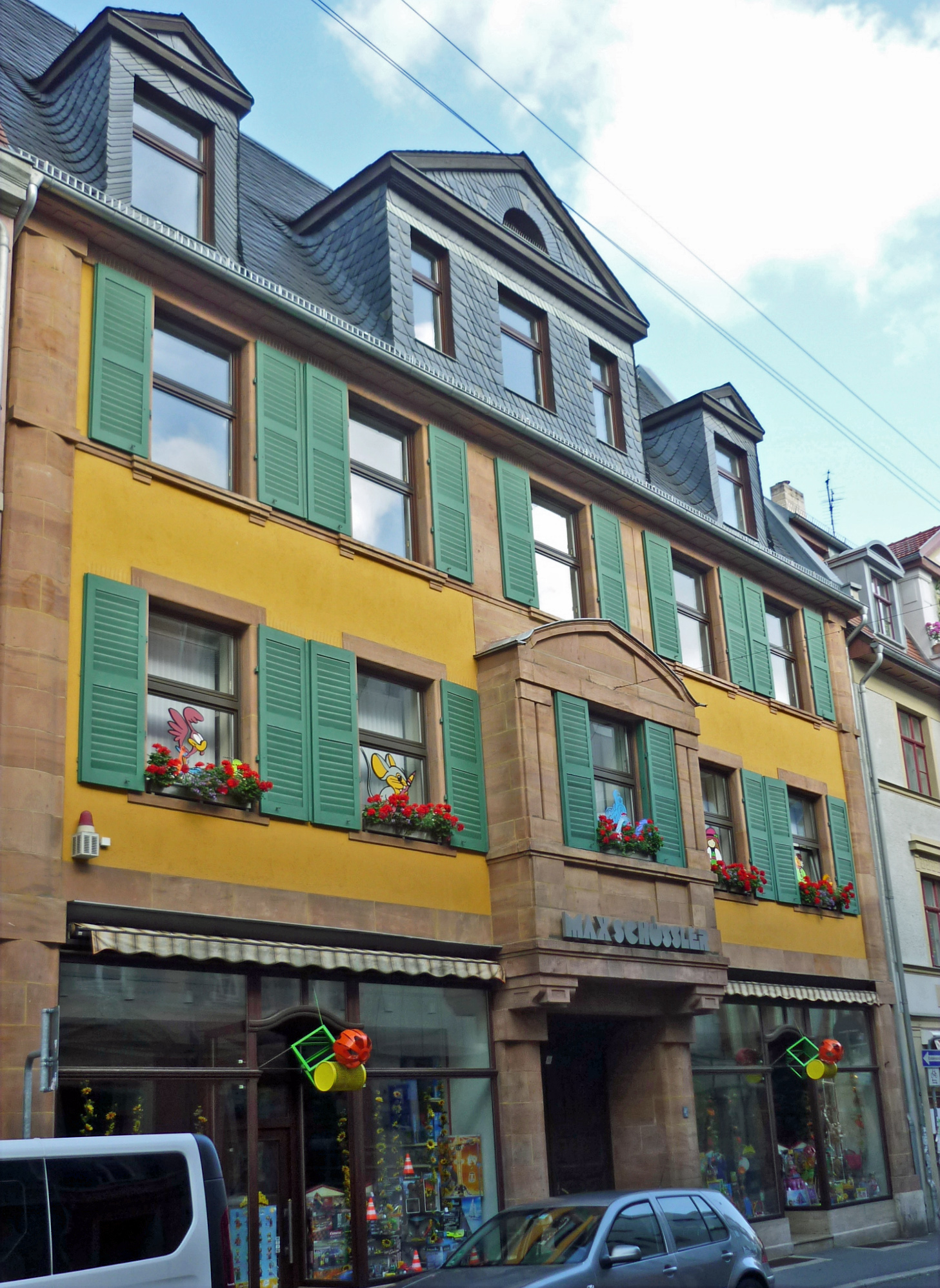
Schützengasse 10

Die Schützengasse in Weimar ist ein Straßenzug in der Altstadt von Weimar beginnend an der Schillerstraße/Ecke Theaterplatz (Weimar) gegenüber dem Wittumspalais und endend an der Steubenstraße (Weimar). Sie kreuzt auch die Hummelstraße.
Das älteste Gebäude der Straße ist heute ein Kino. Der von Clemens Wenzeslaus Coudray entworfene und von Rudolf Zapfe erweiterte Bau ist das einstige Haus der Armbrustschützengesellschaft in Weimar, von dem sie wohl ihren Namen her hat. Eine der sie kreuzenden Straßen ist die Brauhausgasse. Es gab in der unteren Schützengasse einmal einen Studentenclub, der jedoch seit einigen Jahren nicht mehr existiert. Eine eigene Geschichte verbindet sich mit dem Haus Schützengasse 2/ Hummelstraße 2.
Der gesamte Straßenzug steht auf der Liste der Kulturdenkmale in Weimar (Sachgesamtheiten und Ensembles), jedoch die Wohn- und Geschäftshäuser Schützengasse 9 und 10 auf der Liste der Kulturdenkmale in Weimar (Einzeldenkmale).